# Pető-módszer
A Pető-módszer egy konduktív gyógypedagógiai módszer, amely a szervezet önregenerálódására alapozva fejleszti a mozgásképességet. A módszert Pető András (1893-1967) orvos-gyógypedagógus fejlesztette ki. Egyedülálló gyógymódjának alapgondolata az volt, hogy idegrendszerünk a károsodások ellenére is rendelkezik tartalékokkal, új kapcsolatok kiépülésének lehetőségével, s ezek a tanulási-tanítási folyamat megfelelő vezérlésével mozgósíthatók. Ezért nevezte el módszerét „konduktívnak”, amely latin eredetű kifejezés, jelentése: rávezetés. Ez egy speciálisan integrált nevelési rendszer, melynek lényege a tanuláson alapuló sokoldalú, komplex személyiségfejlesztés. Ennek során nem a fogyatékosságot próbálja megváltoztatni, hanem a sérülteknek megtanítja/újratanítja, hogyan tud a környezethez alkalmazkodni, a mindennapi feladatokhoz szükséges koordinált működést elsajátítani. A módszer hatással volt az egész magyarországi gyógypedagógiai szemléletre, s szerte a világon jelentős változást hozott e területen.

## A módszer háttere
Pető András professzor a gyermekek fejlesztése mellett, nagy súlyt fektetett a felnőtt diszfunkciósok rehabilitációjára is. A felnőttkori rehabilitációval a modern neuropszichológia is sokat foglalkozik. Idegélettani alapja az a felismerés, miszerint az agy plaszticitása a gyermek- és ifjúkor elmúlásával is megmarad. Még súlyos sérülés esetén is, lehetőség van új kapcsolatrendszer kiépítésére, és aktivitás révén bizonyos fokú önregenerálódásra.
A konduktív pedagógia egyik legfontosabb célkitűzése – függetlenül az életkortól – az, hogy tanulni tanítson, azaz a tanulási képességeket fejlessze.
A csoportos komplex program magában foglalja az egyén és a csoportra szabott különféle mozgásos és kognitív feladatokat, azok gyakorlását, az újonnan (újra) tanultak alkalmazását különböző szituációkban. A napirend keretein belül speciális kiscsoportos fejlesztést is biztosított az arra rászorulóknak.
A módszer alkalmazói arra törekszenek, hogy a hozzájuk forduló mozgássérültek visszanyerjék elvesztett képességeiket, lehetőségük nyíljon a munkába való visszatérésre és aktív, tartalmas, minél önállóbb életre.
Adj halat az éhezőnek és aznap megmented a haláltól. Tanítsd meg halászni! Örök életére jóllakott lesz, és sem ő, sem családja nem szenved majd hiányt.

## A módszer alkalmazása Magyarországon
Ennek a programnak a keretében bejáró rendszerben történik a felnőtt, 18. életévüket betöltött, központi idegrendszeri sérülésből származóan mozgássérültek konduktív nevelése, fejlesztése. A foglalkozási csoportokat hasonló diszfunkciósok köréből alakítják ki. A heti 2-3 alkalommal, kétórás időtartamban valósulnak meg a komplex csoportos foglalkozások. Egy-egy csoport 12-14 fős létszámmal dolgozik. (Speciális kiscsoport létszáma 4-6 fő.)
A felvétel magyar állampolgárok esetében két hónap próbaidőre szól. Ez az idő szükség szerint meghosszabbítható. A felvétel férőhely függvényében tanév közben is lehetséges. Külföldiek esetében a felvétel 2-4 heti intenzív konduktív foglalkozásra történik. A Felnőtt Nevelési Egységben a konduktív nevelés egyebek között a következő tünetspecifikus csoportokban történik: hemiplégia, Parkinson-kór, sclerosis multiplex, paraplépia, CP, aphasia.
A foglalkozásokon való részvételt megelőzi az első tanácsadás.
A konduktív nevelés (vagyis a Pető-módszer) a konduktor személyéhez fűződik. Ő a segítő pedagógus, aki a gyermekek (és felnőtt) szellemi és fizikai fejlődéséért felelős. Pásztorné Tass Ildikó, a Nemzetközi Pető Intézet főigazgatója kifejtette: „minél korábban megkezdett és minél intenzívebb konduktív neveléssel el lehet érni, hogy például a konduktív nevelésben foglalkoztatott gyermekeink 60-70%-a hároméves korára többségi óvodába mehet. És ez a cél.”
A Pető-módszer nem „csodatevő” módszer. Csecsemő korban a szülők, később (nagyjából óvodás kortól) a gyermekek mindennapos, megerőltető fizikai és szellemi munkájára épít. A mozgássérült gyermekek sérülésük következtében a fejlődési folyamatban elmaradnak. Egy-két bátortalan kísérletet tesznek meg, például a hasrafordulás megoldására, azután már nem is kísérleteznek. A szülők általában ilyenkor fordulnak a védőnőkhöz vagy gyermekorvosokhoz segítségért. Innen már viszonylag egyenes az út a Pető Intézetbe. A szülővel történő beszélgetés és a gyerek megfigyelése után a konduktor megállapítja a mozgáselmaradás mértékét és rögtön tanácsokat is ad a további fejlesztésre.
Nincs hozzá recept, univerzális képlet, hogy mennyi idő alatt milyen fejlődés érhető el, ez egyénenként, gyermekenkén más és más. Minden fejlődés is más: ki lassabban, ki gyorsabban halad előre. Néha évek kellenek ahhoz, hogy először fekvő, majd ülő helyzetben megtanuljon valaki öltözni, de olyan gyermek is van, aki a zokniját, cipőjét soha nem tanulja meg felvenni. Az efféle kiszolgáltatottság szörnyű, a konduktív nevelés azonban segíthet.

## Kapcsolódó szócikk
Mozgássérültek Pető András Nevelőképző és Nevelőintézete (Pető Intézet)